# Calesia canescens
Calesia canescens là một loài bướm đêm trong họ Erebidae.